# Руйи-Сасе
Руйи́-Сасе́ (фр. Rouilly-Sacey) — коммуна во Франции, находится в регионе Шампань — Арденны. Департамент — Об. Входит в состав кантона Пине. Округ коммуны — Труа.
Код INSEE коммуны — 10328.
Коммуна расположена приблизительно в 155 км к востоку от Парижа, в 70 км южнее Шалон-ан-Шампани, в 15 км к востоку от Труа.

## Население
Население коммуны на 2008 год составляло 328 человек.
| 1962 | 1968 | 1975 | 1982 | 1990 | 1999 | 2008 |
| ---- | ---- | ---- | ---- | ---- | ---- | ---- |
| 243  | 254  | 296  | 361  | 342  | 341  | 328  |

## Экономика
В 2007 году среди 215 человек в трудоспособном возрасте (15—64 лет) 164 были экономически активными, 51 — неактивными (показатель активности — 76,3 %, в 1999 году было 70,8 %). Из 164 активных работали 153 человека (87 мужчин и 66 женщин), безработных было 11 (5 мужчин и 6 женщин). Среди 51 неактивных 16 человек были учениками или студентами, 29 — пенсионерами, 6 были неактивными по другим причинам.

## Достопримечательности
- Церковь Сен-Жангуль-де-Сасе (XII век). Памятник истории с 1976 года[3]
- Церковь Сен-Мартен-де-Руйи

## Фотогалерея

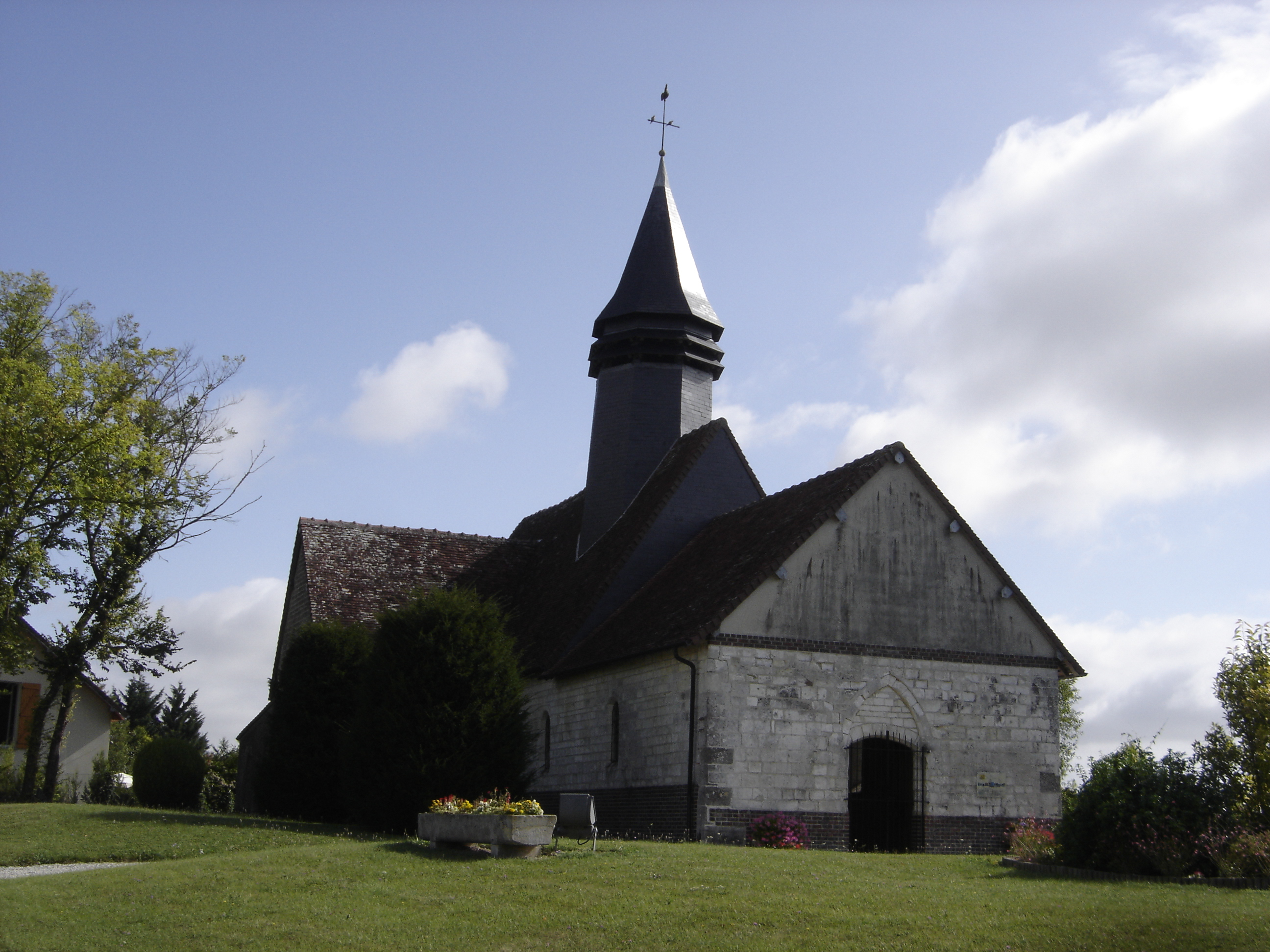
Церковь Сен-Жангуль
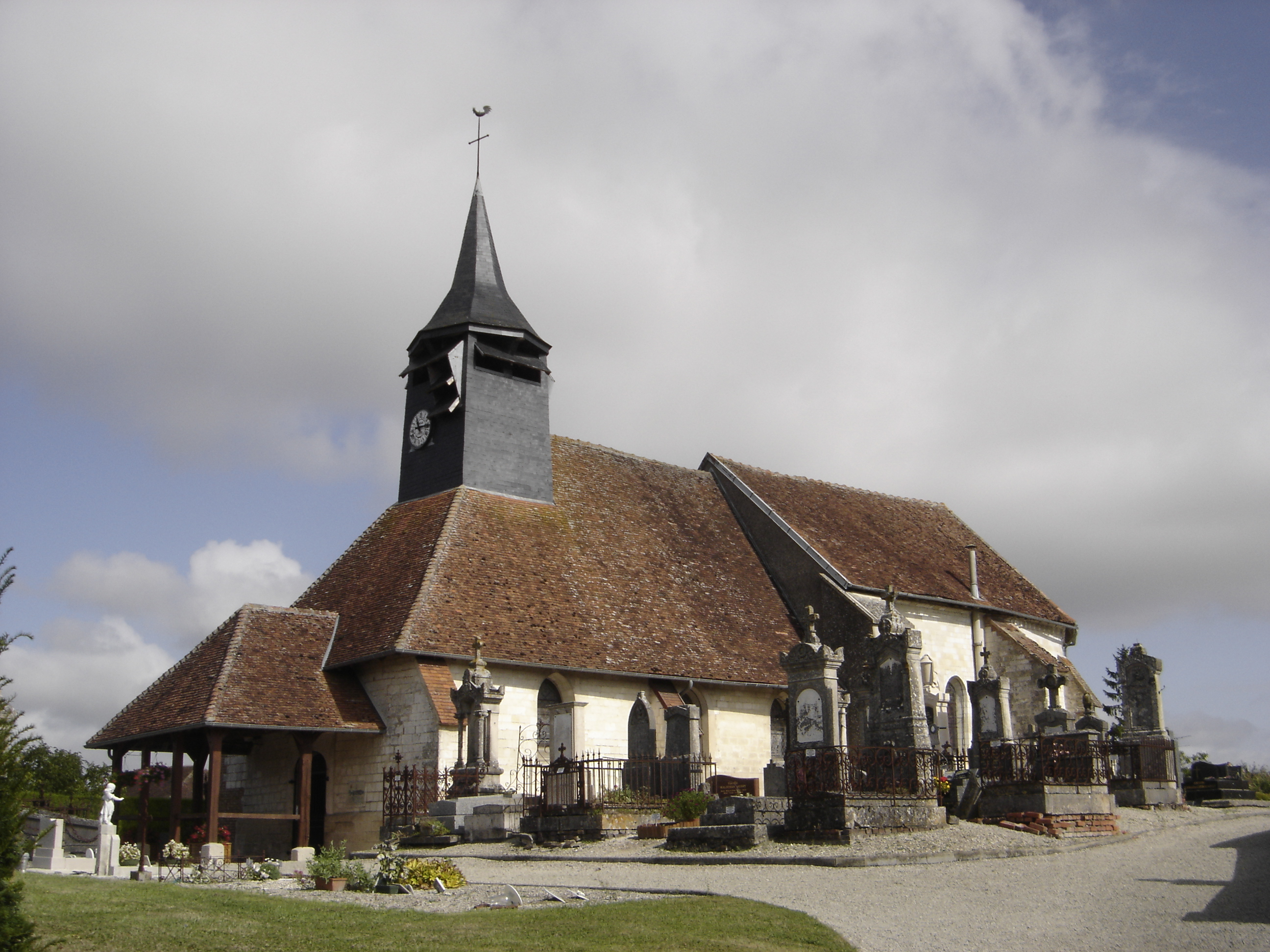
Церковь Сен-Мартен
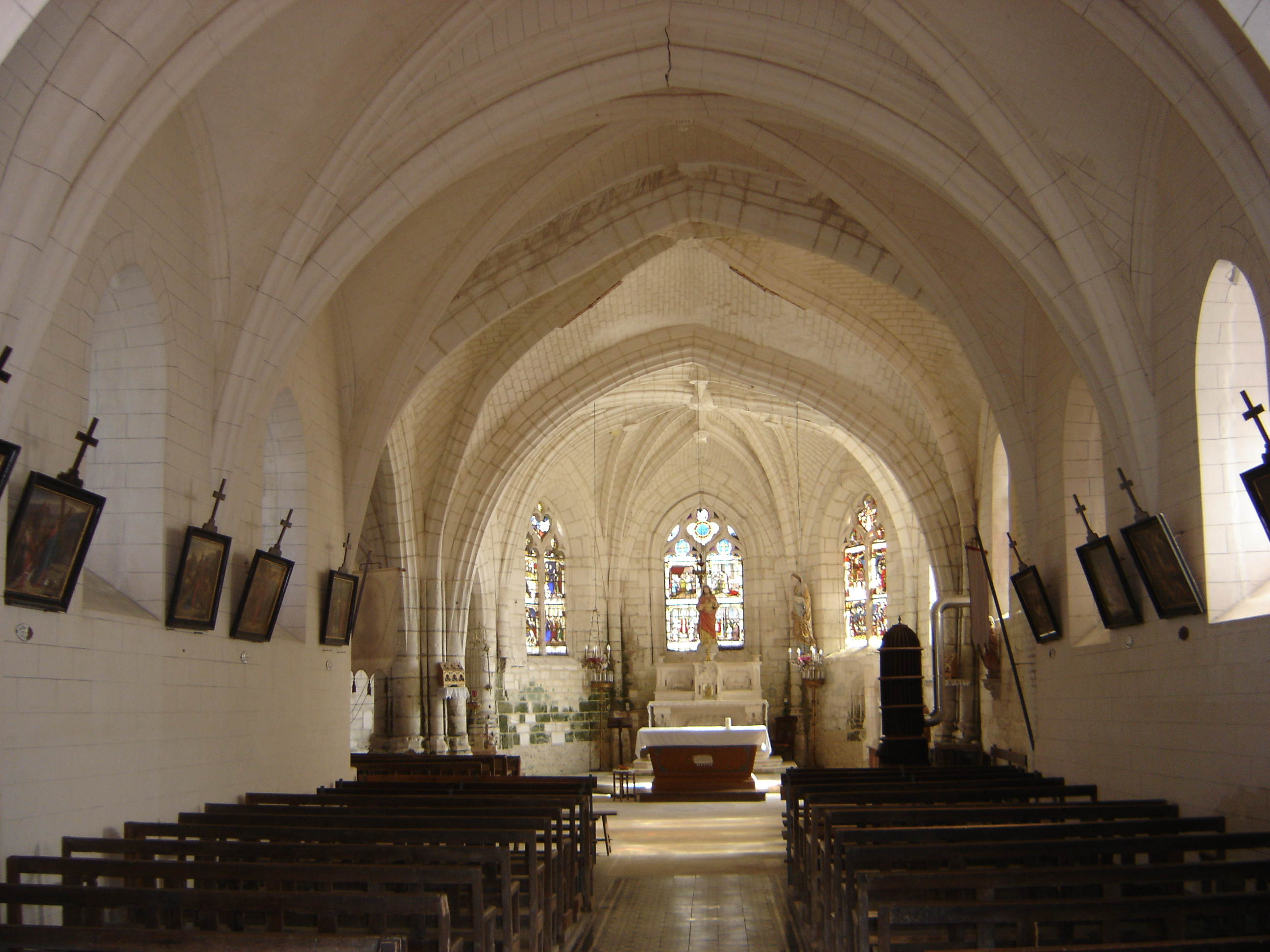
Интерьер церкви Сен-Мартен
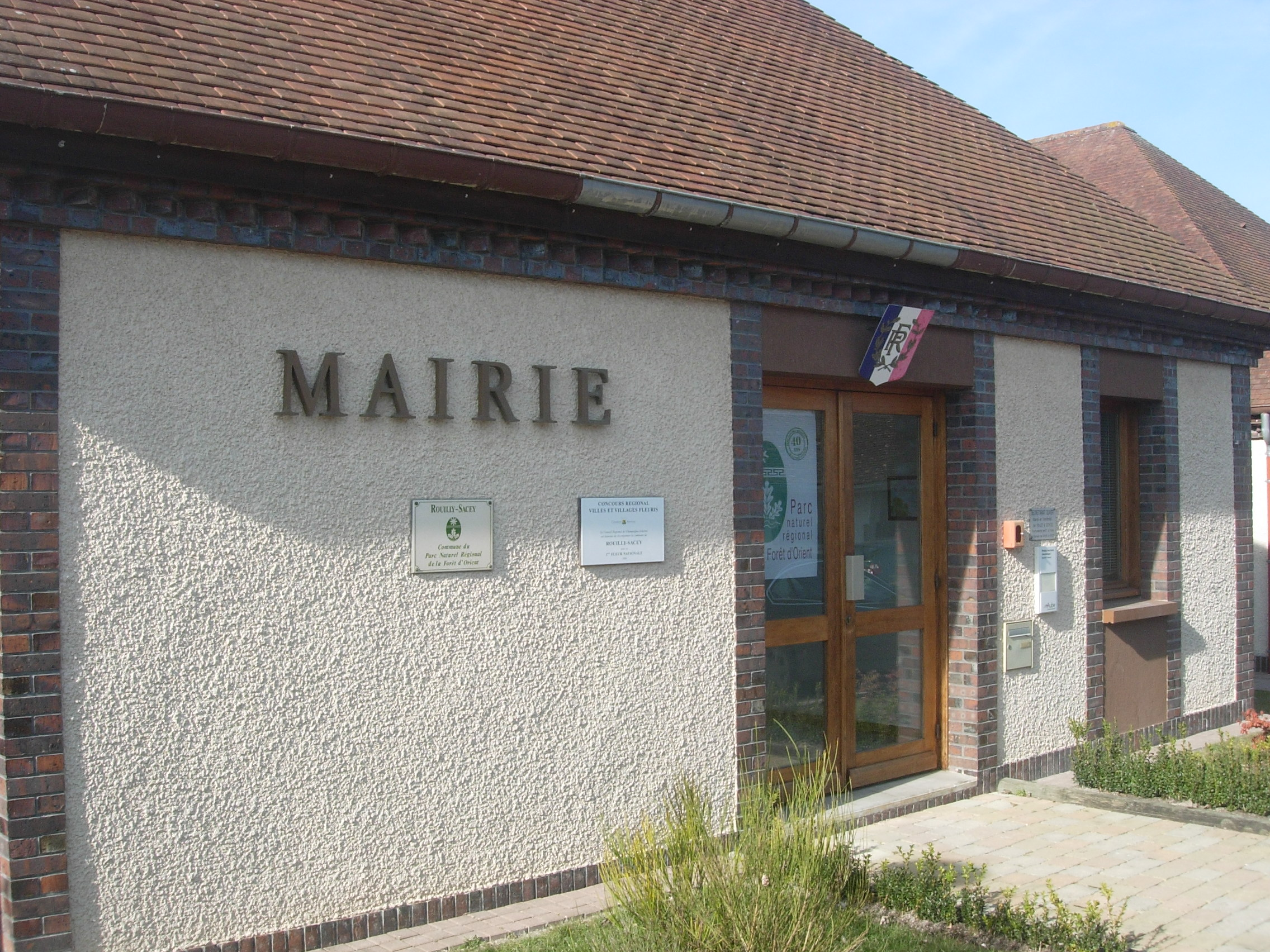
Мэрия